# Piero Gros
Piero „Pierino” Gros (ur. 30 października 1954 w Sauze d’Oulx) – włoski narciarz alpejski, mistrz olimpijski, trzykrotny medalista mistrzostw świta oraz zdobywca Pucharu Świata.

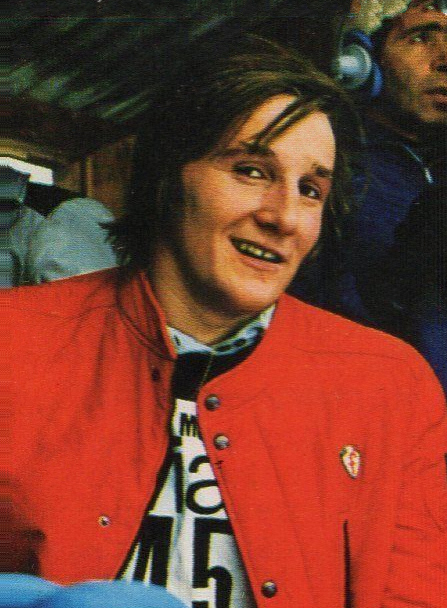
Piero Gros 1973

## Kariera
Pojawił się po raz pierwszy na arenie międzynarodowej 8 grudnia 1972 roku w Val d’Isère, gdzie w zawodach Pucharu Świata okazał się najlepszy w gigancie. Tym samym już w swoim debiucie w zawodach pucharowych nie tylko zdobył pierwsze punkty, ale od razu stanął na najwyższym stopniu podium. W sezonie 1972/1973 jeszcze sześciokrotnie plasował się w czołowej dziesiątce, w tym jeden raz stając na podium: 17 grudnia 1972 roku w Madonna di Campiglio zwyciężył w slalomie. W klasyfikacji generalnej zajął ostatecznie dziesiąte miejsce, w klasyfikacji giganta był czwarty, a w klasyfikacji slalomu szósty.
Największe sukcesy w cyklu Pucharu Świata osiągnął w sezonie 1973/1974, kiedy zdobył Kryształową Kulę za zwycięstwo w klasyfikacji generalnej. Na podium stawał siedem razy, w tym odnosząc pięć zwycięstw: 17 grudnia 1973 roku w Vipiteno i 3 marca 1974 roku w Voss był najlepszy w slalomie, a 7 stycznia w Berchtesgaden, 13 stycznia w Morzine i 9 marca 1974 roku w Wysokich Tatrach zwyciężał w gigancie. Oprócz klasyfikacji generalnej wygrał wtedy także klasyfikację giganta, a w klasyfikacji slalomu był czwarty. W lutym w 1974 roku wystartował na mistrzostwach świata w Sankt Moritz, gdzie wywalczył pierwszy w karierze medal. W gigancie zajął tam trzecie miejsce, plasując się za swym rodakiem Gustavem Thönim oraz Austriakiem Hansem Hinterseerem. Do zajęcia drugiego miejsca zabrakło mu 0,07 sekundy, natomiast do zwycięzcy stracił 0,99 sekundy. Na tej samej imprezie wystąpił także w slalomie, jednak nie ukończył zawodów.
Kolejne zwycięstwa odnosił w sezonie 1974/1975. Pięciokrotnie zwyciężał w zawodach Pucharu Świata: 5 grudnia w Val d’Isère, 18 grudnia 1974 roku w Madonna di Campiglio i 13 stycznia 1975 roku w Adelboden wygrywał giganta, a 6 stycznia w Garmisch-Partenkirchen i 19 stycznia 1975 roku w Kitzbühel był najlepszy w slalomie. Zwycięstwo w Kitzbühel było jego ostatnim triumfem w zawodach pucharowych. Ponadto 12 stycznia w Wengen i 15 marca w Sun Valley był drugi w slalomie, a 13 marca 1975 roku w Sun Valley drugie miejsce zajął w gigancie. Wyniki te pozwoliły mu zająć czwarte miejsce w klasyfikacji generalnej, drugie w klasyfikacji giganta i trzecie w klasyfikacji slalomu. W klasyfikacji giganta lepszy okazał się tylko Ingemar Stenmark ze Szwecji, a wśród slalomistów wyprzedzili go Stenmark oraz Gustav Thöni.
Najważniejszym punktem sezonu 1975/1976 były igrzyska olimpijskie w Innsbrucku, gdzie Włoch wystartował w slalomie i slalomie gigancie. Po pierwszym przejeździe slalomu zajmował piątą pozycję, tracąc do prowadzącego Williego Frommelta z Liechtensteinu 1,25 sekundy. W drugim przejeździe Gros był najlepszy, wyprzedzając drugiego zawodnika o ponad sekundę. Dało mu to najlepszy łączny czas i zwycięstwo z przewagą 0,44 s nad Gustavem Thönim i 0,99 s nad Willim Frommeltem. Był to pierwszy złoty medal olimpijski dla Włoch w tej konkurencji. Piąte miejsce po pierwszym przejeździe zajmował także w gigancie, tracąc do prowadzącego Thöniego półtorej sekundy. Drugiego przejazdu jednak nie ukończył i ostatecznie nie był klasyfikowany. W zawodach PŚ powrócił na podium klasyfikacji generalnej, zajmując drugie miejsce za Stenmarkiem. Na podium stawał dziesięć razy, jednak nie odniósł żadnego zwycięstwa. Był także drugi w klasyfikacji slalomu, trzeci w gigancie oraz szósty w klasyfikacji kombinacji. Wśród slalomistów lepszy był tylko Stenmark, a w klasyfikacji giganta wyprzedził go jeszcze Gustav Thöni.
Przez trzy kolejne sezony jeszcze ośmiokrotnie stawał na podium. Po raz ostatni dokonał tego 15 stycznia 1979 roku w Crans-Montana, gdzie był trzeci w kombinacji. W zawodach tych wyprzedzili go tylko Phil Mahre z USA i Andreas Wenzel z Liechtensteinu. W sezonach 1976/1977 i 1978/1979 zajmował czwarte miejsce w klasyfikacji generalnej, a sezon 1977/1978 ukończył na ósmej pozycji. Był też między innymi czwarty w klasyfikacji slalomu w sezonach 1976/1977 i 1977/1978. W tym czasie zdobył także swój ostatni medal na arenie międzynarodowej, zajmując drugie miejsce w slalomie podczas mistrzostw świata w Garmisch-Partenkirchen w 1978 roku. W zawodach tych rozdzielił na podium Ingemara Stenmarka i kolejnego reprezentanta Liechtensteinu, Paula Frommelta. Wystartował tam również w gigancie, który ukończył na trzynastej pozycji.
W późniejszych latach osiągał słabsze wyniki; jego najlepszym rezultatem było czwarte miejsce w zawodach PŚ w kombinacji wywalczone 8 grudnia 1979 roku w Val d’Isère. W klasyfikacjach generalnych kolejnych sezonów plasował się poza najlepszą dwudziestką. Wystartował w gigancie na igrzyskach olimpijskich w Lake Placid w 1980 roku, jednak nie ukończył rywalizacji. Brał także udział w mistrzostwach świata w Schladming w 1982 roku, zajmując szóste miejsce w slalomie. Ostatni występ w zawodach międzynarodowych zanotował 14 lutego 1982 roku w Garmisch-Partenkirchen, gdzie był dziesiąty w zawodach PŚ w slalomie. W 1982 roku zakończył karierę.
W przeciągu kariery zdobył także siedemnaście medali mistrzostw Włoch, w tym dziesięć złotych: w gigancie w latach 1974 i 1976, w kombinacji w latach 1974, 1976 i 1978 oraz w slalomie w latach 1975, 1976, 1979, 1980 i 1982.
Po zakończeniu kariery prowadził sklep ze sprzętem sportowym. W latach 1985–1990 był także burmistrzem miejscowości Sauze d’Oulx, w której się urodził. Komentował ponadto zawody sportowe dla włoskiej telewizji RAI oraz włoskojęzycznej telewizji szwajcarskiej Radiotelevisione svizzera. Był również członkiem komitetu organizacyjnego mistrzostw świata w Sestriere w 1997 roku, a w 2006 roku był członkiem sztafety ze zniczem olimpijskim, przekazał płomień olimpijski Deborze Compagnoni.

## Osiągnięcia

### Igrzyska olimpijskie
| Miejsce | Dzień     | Rok  | Miejscowość | Konkurencja | Czas biegu | Strata | Zwycięzca        |
| ------- | --------- | ---- | ----------- | ----------- | ---------- | ------ | ---------------- |
| DNF     | 10 lutego | 1976 | Innsbruck   | Gigant      | 3:26,97    | -      | Heini Hemmi      |
| 1.      | 14 lutego | 1976 | Innsbruck   | Slalom      | 2:03,29    | -      | -                |
| DNF     | 19 lutego | 1980 | Lake Placid | Gigant      | 2:40,74    | -      | Ingemar Stenmark |

### Mistrzostwa świata
| Miejsce | Dzień     | Rok  | Miejscowość            | Konkurencja | Czas biegu | Strata | Zwycięzca        |
| ------- | --------- | ---- | ---------------------- | ----------- | ---------- | ------ | ---------------- |
| 3.      | 5 lutego  | 1974 | Sankt Moritz           | Gigant      | 3:07,92    | +0,99  | Gustav Thöni     |
| DNF     | 10 lutego | 1974 | Sankt Moritz           | Slalom      | 1:49,98    | -      | Gustav Thöni     |
| DNF     | 10 lutego | 1976 | Innsbruck              | Gigant      | 3:26,97    | -      | Heini Hemmi      |
| 1.      | 14 lutego | 1976 | Innsbruck              | Slalom      | 2:03,29    | -      | -                |
| 13.     | 2 lutego  | 1978 | Garmisch-Partenkirchen | Gigant      | 3:02,52    | +5,07  | Ingemar Stenmark |
| 2.      | 5 lutego  | 1978 | Garmisch-Partenkirchen | Slalom      | 1:39,54    | +0,66  | Ingemar Stenmark |
| DNF     | 19 lutego | 1980 | Lake Placid            | Gigant      | 2:40,74    | -      | Ingemar Stenmark |
| 6.      | 7 lutego  | 1982 | Schladming             | Slalom      | 1:48,48    | +2,20  | Ingemar Stenmark |

### Puchar Świata

#### Miejsca w klasyfikacji generalnej
- sezon 1972/1973: 10.
- sezon 1973/1974: 1.
- sezon 1974/1975: 4.
- sezon 1975/1976: 2.
- sezon 1976/1977: 4.
- sezon 1977/1978: 8.
- sezon 1978/1979: 4.
- sezon 1979/1980: 29.
- sezon 1980/1981: 28.
- sezon 1981/1982: 50.

#### Zwycięstwa w zawodach
1. Val d’Isère – 8 grudnia 1972 (gigant)
2. Madonna di Campiglio – 17 grudnia 1972 (slalom)
3. Vipiteno – 17 grudnia 1973 (slalom)
4. Berchtesgaden – 7 stycznia 1974 (gigant)
5. Morzine – 13 stycznia 1974 (gigant)
6. Voss – 3 marca 1974 (slalom)
7. Wysokie Tatry – 9 marca 1974 (gigant)
8. Val d’Isère – 5 grudnia 1974 (gigant)
9. Madonna di Campiglio – 18 grudnia 1974 (gigant)
10. Garmisch-Partenkirchen – 6 stycznia 1975 (slalom)
11. Adelboden – 13 stycznia 1975 (gigant)
12. Kitzbühel – 19 stycznia 1975 (slalom)

#### Pozostałe miejsca na podium
1. Val d’Isère – 8 grudnia 1972 (gigant) – 3. miejsce
2. Adelboden – 21 stycznia 1974 (gigant) – 2. miejsce
3. Wengen – 12 stycznia 1975 (slalom) – 2. miejsce
4. Sun Valley – 13 marca 1975 (gigant) – 2. miejsce
5. Sun Valley – 15 marca 1975 (slalom) – 2. miejsce
6. Val d’Isère – 5 grudnia 1975 (gigant) – 3. miejsce
7. Madonna di Campiglio – 14 grudnia 1975 (gigant) – 3. miejsce
8. Vipiteno – 15 grudnia 1975 (slalom) – 3. miejsce
9. Schladming – 21 grudnia 1973 (slalom) – 3. miejsce
10. Garmisch-Partenkirchen – 5 stycznia 1976 (slalom) – 2. miejsce
11. Garmisch-Partenkirchen – 9 stycznia 1976 (kombinacja) – 2. miejsce
12. Wengen – 11 stycznia 1976 (slalom) – 2. miejsce
13. Morzine – 18 stycznia 1976 (gigant) – 2. miejsce
14. Kitzbühel – 24 stycznia 1976 (slalom) – 3. miejsce
15. Mont-Sainte-Anne – 18 marca 1976 (gigant) – 2. miejsce
16. Val d’Isère – 12 grudnia 1976 (gigant) – 2. miejsce
17. Madonna di Campiglio – 19 grudnia 1976 (slalom) – 2. miejsce
18. Kitzbühel – 16 stycznia 1977 (slalom) – 2. miejsce
19. Voss – 17 marca 1977 (gigant) – 2. miejsce
20. Voss – 18 marca 1977 (slalom) – 2. miejsce
21. Oberstaufen – 5 stycznia 1978 (slalom) – 3. miejsce
22. Adelboden – 17 stycznia 1978 (gigant) – 3. miejsce
23. Crans-Montana – 15 stycznia 1979 (kombinacja) – 3. miejsce